# Тюркеево
Тюркеево (баш. Төркәй) — деревня в Благоварском районе Башкортостана, относится к Кучербаевскому сельсовету.

## История
Деревня основана мишарями по договору 1728 года о припуске на вотчинных землях башкир Канлинской волости Казанской дороги. Была известна также как Тюркаево. Жители занимались скотоводством, земледелием, пчеловодством. Были мечеть, водяная мельница. Деревня Тюркеево являлась центром 5‑го мишарского кантона (на 1835 г). В 1906 году зафиксированы мечеть, хлебозапасный магазин. 

## Население
| 2002 | 2009 | 2010 |
| ---- | ---- | ---- |
| 113  | ↘112 | ↗118 |

Национальный состав
Согласно переписи 2002 года, преобладающие национальности —  башкиры (64 %), татары (32 %).

## Географическое положение
Расстояние до:
- районного центра (Языково): 27 км,
- центра сельсовета (Старокучербаево): 5 км,
- ближайшей ж/д станции (Благовар): 42 км.

## Инфраструктура
Школа, фельдшерско-акушерский пункт, ООО «БАШКИР-АГРОИНВЕСТ».